# Victor Cendre
Pas d'image ? Cliquez ici

a Compétitions nationales et continentales officielles uniquement.

b Matchs officiels uniquement.
Dernière mise à jour le 18 mars 2021.
Victor Cendre, né le 14 juillet 1998 à Bordeaux[réf. nécessaire] est un joueur français de rugby à XV, international luxembourgeois, évoluant au poste de pilier. 

## Biographie

### Carrière en club
Victor Cendre commence le rugby à l'US Bazas, avant de rejoindre les équipes jeunes du Stade langonnais. Durant son passage à Langon, il part une saison chez les jeunes de l'Union Bordeaux Bègles. En 2018, il intègre le centre de formation du Soyaux Angoulême XV Charente. 
Il ne reste qu'une saison à Soyaux Angoulême, et retrouve son premier club, l'US Bazas, qui évolue alors en Fédérale 3. Il y réalise une bonne saison, qui lui permet d'intégrer les rangs de son autre équipe de jeune, le Stade langonnais, promu en Fédérale 1. 

### Carrière en sélection
Victor Cendre représente le Luxembourg sur la scène internationale, le pays d'origine de sa grand-mère